# Air Santok
Air Santok is een bestuurslaag in het regentschap Pariaman van de provincie West-Sumatra, Indonesië. Air Santok telt 1083 inwoners (volkstelling 2010).